# 蘇州下関フェリー
蘇州下関フェリー株式会社（そしゅうしものせきフェリー、英: Suzhou Shimonoseki Ferry Co.Ltd.）は、日本の海運会社。関光汽船を中心とするSHKライングループに属する企業である。

## 概要
SHKライングループの3社（関光汽船・西日本汽船・新日本海フェリー）と山東海豊国際航運の共同で2004年に「上海下関フェリー」として設立された。その後、中国側の発着地の変更により、2014年8月に蘇州下関フェリーへ社名を変更した。
元・新日本海フェリーのニューしらゆりを購入してゆうとぴあIIと改名、2005年に下関～上海・青島航路に就航した。週2便での運航を計画したが、上海港の発着枠に空きがなかったため、1便は青島発着で運航された。 2006年、中国側の発着地を蘇州太倉港へ変更。当初、中国当局による旅客営業の免許が許認可されなかったためRORO船として運航されていたが、2007年8月から旅客営業が開始。その後ゆうとぴあIVの就航に合わせて再び旅客営業を休止し2019年からは旅客設備のないRO-RO船による運航となっている。

### 航路
蘇州-下関航路
太倉港（太倉市） - 下関港（下関市）
2005年に運航を開始、2009年以降は週2便を運航する。下関発が日曜・水曜、大倉発が月曜・金曜のスケジュールで運航されている。

## 船舶

### 就航中の船舶
UTOPIA（ゆうとぴあ）
16,408国際総トン、全長144.90 m、全幅27.0 m、航海速力20.0ノット。
積載量：40ftシャーシ75台（150TEU）。神田造船所建造。
自社初の新造船となるRO-RO船として2019年2月10日下関出港便より就航。
車両甲板のピラーレス化で積載能力を強化し、流線形の船型を採用し燃費の3割向上を見込む構造とする。

### 過去の船舶

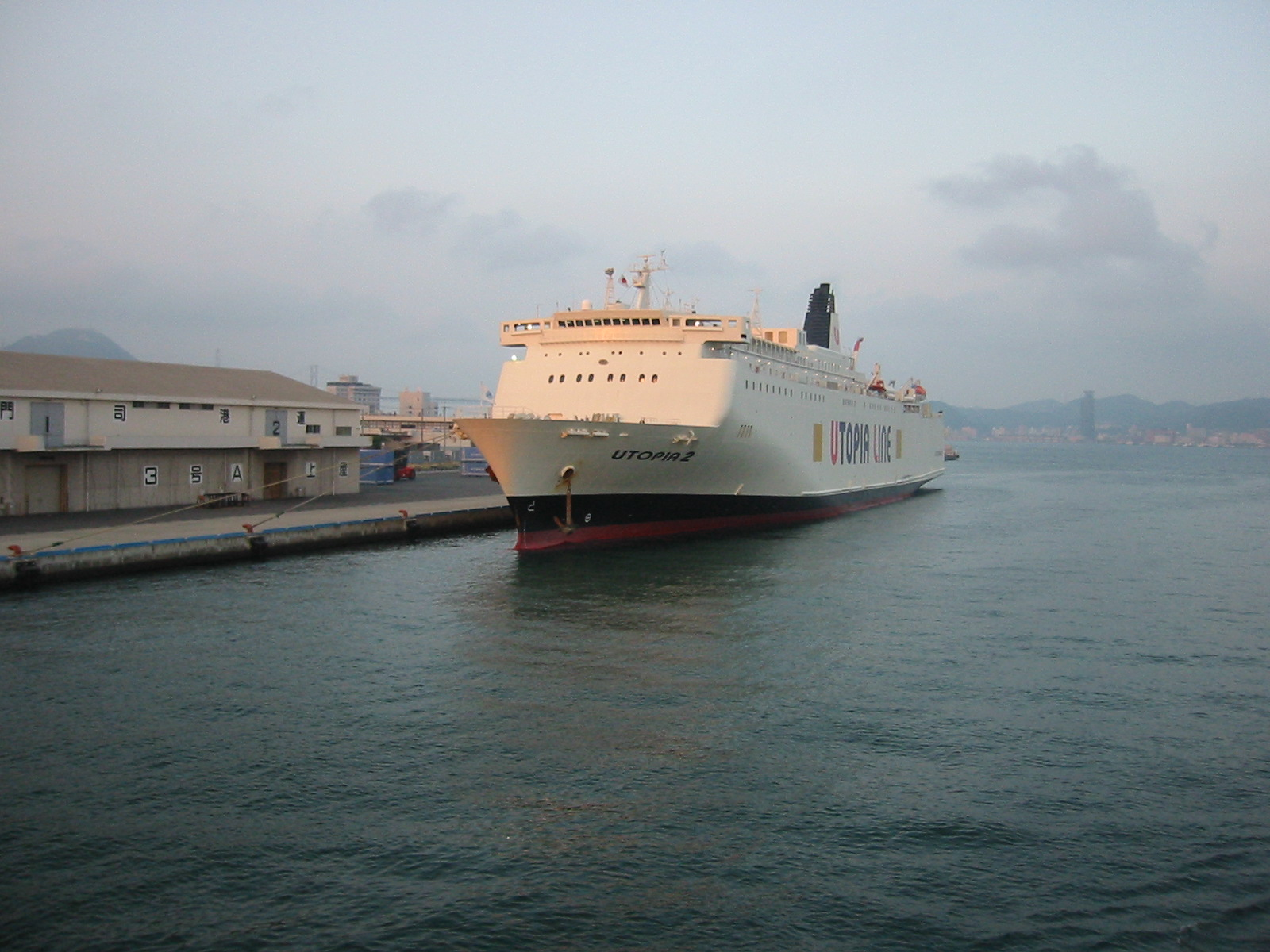
ゆうとぴあ2

UTOPIA 2（ゆうとぴあ2）
26,933国際総トン、全長184.50 m、全幅26.5 m、航海速力22.6ノット。1987年建造。
旅客定員475名。積載量：268TEU。石川島播磨重工業相生工場建造。
元・新日本海フェリー「ニューしらゆり」。2005年就航。2009年10月、ゆうとぴあIVの就航により引退。IHI相生で係船の後、TOPと船名を変更しインドへ回航後、解体された。
UTOPIA IV（ゆうとぴあIV）
6,412国内総トン、14,250国際総トン、全長145.61 m、全幅22.0 m、航海速力21.5ノット。1992年建造。
積載量：20ftシャーシ11台・40ftシャーシ70台（内40ft空シャーシ4台）合計143TEU。林兼造船建造。
元・マルエーフェリー「フェリーあかつき」。2009年10月4日に就航し、2019年2月3日下関港到着をもって引退。